# Flash mob

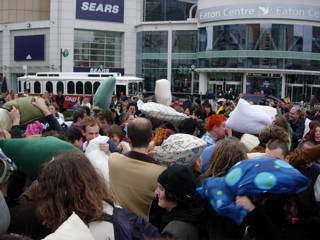
Polštářová válka v Torontu

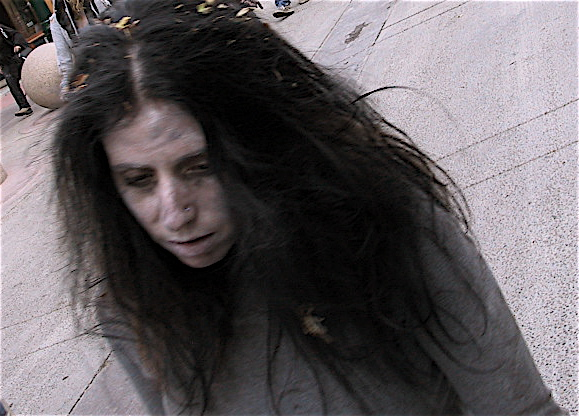
Zombie flash mob v Calgary

Flash mob (často psáno i flashmob) je blesková zábavná akce, při níž se náhle vyskytne vícero lidí v předem určený čas na předem určeném místě spojených jistou společnou myšlenkou (stejné oblečení, chování apod.).
Webster's New Millennium Dictionary of English definuje flash mob jako „skupinu lidí, kteří se organizují na internetu a rychle se shromažďují na veřejných místech, udělají něco bizarního a zmizí.“

## Historie
Jistou podobnost s flash mobem lze najít u politických demonstrací, ačkoliv podstata flash mobu je specificky apolitická, jeho hlavní náplní je spíše performance.
První známý flash mob byl organizován v květnu 2003 na Manhattanu Billem Wasikem, senior editorem Harper's Magazine. Až do března 2006 byl původ flash mobu neznámý, dokud se k jeho autorství Wasik v magazínu Harper článkem nepřihlásil. Hlavní vlna flash mobu proběhla právě v roce 2003 a dle některých publicistů je síla flash mobu v jeho základní podobě vyčerpána.
Nicméně i v historii lze zaznamenat akce, které by šlo takto označit.

## Zaznamenáníhodné akce

### Flash mob v Česku
Dne 25. listopadu 2003 se měla stát terčem prvního českého internetového flash mobbingu Radka Pilná, bloggerka známá pod přezdívkou Černovláska. Akce však skončila dříve, než začala.
Aktivně se flash mob akcemi zabývá např. sdružení Děsír a PunkPrague. Web Sanctuary.cz pořádá od roku 2008 každoročně v květnu akci Zombie Walk, více informací o ní najdete na samostatném webu www.zombiewalk.cz Dále se v České republice začalo vyskytovat malé hnutí "Unknown Name", které zorganizovalo například Freezing Prague 2008, jehož se zúčastnily stovky lidí.
30. května se uskutečnil flash mob v brněnské galerii Vaňkovka. Brněnská filharmonie s Pavlem Šporclem zde zahráli Smetanovu Vltavu. Cílem flash mobu byla propagace filharmonie.
Ve středu 28. srpna 2013 se v Praze uskutečnil flash mob "Zatanči svůj sen", který byl součástí globálního flash mobu "Dance Your Dream" na památku 50. výročí projevu Martina Luthera Kinga Mám sen.

### Největší Flash mob na mostě
Dne 1. září 2012 se v Budapešti v rámci Genfestu uskutečnil největší flash mob na mostě, který kdy byl vytvořen. Akce se zúčastnilo asi 13 000 převážně mladých lidí z celého světa. V ramci flash mobu se konal také velký průvod Budapeští, kterého se zúčastnili všichni účastníci Genfestu (a zároveň poté flash mobu). Průvod končil na onom mostě, kde se uskutečnil již zmíněný rekordní flash mob.

## Jiné významy
V angličtině se výraz flash rob začal používat i pro případy, kdy se skupina lidí sejde za účelem páchání zločinu, například rabování, výtržností, napadání kolemjdoucích apod.